# John du Pont
John Eleuthère du Pont (22 de novembro de 1938 - 9 de dezembro de 2010) foi um milionário norte-americano, membro da proeminente família du Pont, que foi condenado pelo assassinato do lutador de luta olimpica Dave Schultz. Ele também ficou conhecido como ornitólogo, filatelista e filantropo. Em 2014, foi lançado o Filme Foxcatcher, que conta como Du Pont conheceu Mark e Dave Schultz.